# Jon Snersrud
Jon Andersen Snersrud (* 7. Oktober 1902 in Gulsvik, Flå; † 10. August 1986 in Rjukan) war ein norwegischer Skisportler, der hauptsächlich in der Nordischen Kombination, aber auch in der Teildisziplin Skispringen international startete.

## Werdegang
Snersrud, der für Rjukan Skilag startete, gewann 1923 als Junior den B-Wettbewerb des Holmenkoll-Skifestivals in der Nordischen Kombination. Bei den Olympischen Winterspielen 1928 in St. Moritz gewann Snersrud die Bronzemedaille hinter seinen Landsleuten Johan Grøttumsbråten und Hans Vinjarengen. Den Grundstein für diesen Erfolg legte er bereits im Sprunglauf, den er als Dritter beendete, ehe er diese Platzierung trotz der lediglich neuntbesten Laufleistung sicherte. Wenige Wochen später belegte er bei den offenen deutschen Skimeisterschaften den zweiten Rang.
Bei den Nordischen Skiweltmeisterschaften 1930 in Oslo belegte er den achten Platz in der Kombination, was gleichzeitig sein bestes Ergebnis auf Seniorenebene beim Holmenkoll-Skifestival darstelle. Darüber hinaus trat Snersrud bei den Weltmeisterschaften auch im Spezialsprunglauf an, wo er nach Sprüngen auf 47,5 und 48 Metern den neunten Rang erreichte.
Snersrud arbeitete bis zu seinem Karriereende als Elektriker. Er starb 1986 im Alter von 83 Jahren in Rjukan.